# Sulfate de lithium monohydraté
Ne doit pas être confondu avec Sulfate de lithium.
Le sulfate de lithium monohydraté est un corps chimique composé minéral, de formule brute Li2SO4·H2O.

## Propriétés physiques et chimiques
Il se présente sous forme de poudre cristalline incolore, de couleur blanche, mais le plus souvent légèrement colorée et de maille monoclinique. Il se décompose en perdant son eau de cristallisation à 130 °C, on obtient le sulfate de lithium anhydre.
Ce composé hydraté se forme rapidement par la transformation aérienne avec la moindre trace d'humidité du sulfate de lithium hygroscopique.

### Solubilité
Ce composé alcalin est soluble dans l'eau. Sa solubilité ne suit pas le schéma habituel : liée à la température, elle est décroissante tandis que la température s'élève, ce qui est une propriété qu'il partage avec le sulfate de lithium et d'autres composés inorganiques tels que les sulfates de lanthanide.
La forme α offre une solubilité plus élevée : 43,6 g pour 100 g d'eau pure à 0 °C, 37,1 g à 25 °C, 35 g à 100 °C. Elle est soluble dans l'alcool à 80°, l'acétone, la pyridine[pas clair].
La dissolution du sulfate de lithium monohydraté est légèrement endothermique. Le phénomène thermique est moins remarquable que le sulfate.

## Usages
Ce sel est utilisé dans certains médicaments destinés à traiter les troubles bipolaires et/ou maniaco-dépressifs : son emploi est justifié par les propriétés attribuées aux sels de lithium par la pharmacologique psychiatrique.